# Garzola
Garzola (Garzoeula in dialetto comasco) è un quartiere della città di Como. Si sviluppa lungo la strada che, dalla convalle cittadina, risale l'omonima collina in direzione di Civiglio e del monte di Brunate. Confina a sud con Camnago Volta, quartiere di Como, a est con l'altro quartiere comense Civiglio, a ovest con il resto del comune di Como, a nord con Brunate.

## Origini del nome
Il nome Garzola potrebbe derivare da uno tra i termini latini quartia ("quarti") o sgarzia ("cardo").

## Storia
Garzola appartenne al comune censuario di Camerlata fino al 1855, anno in cui tale comune venne unito a Como.

## Monumenti e luoghi d'interesse

### Architetture religiose

#### Santuario di Nostra Signora del Prodigio e sacrario degli sport nautici
A Garzola Inferiore si trova il Santuario di Nostra Signora del Prodigio, comprensivo del Sacrario degli Sport nautici. La struttura, che ricorda la forma di una nave, è un Santuario della Diocesi di Como. L'edificio si struttura su due piani: il livello superiore ospita uno spazio per le funzioni religiose, nel quale trova posto un'icona mariana da cui il Santuario prende il nome. Al livello inferiore si trova invece il cosiddetto Sacrario, al cui interno si trovano, tra i vari oggetti conservati, cimeli appartenuti a sportivi e/o professionisti che, nel corso della loro carriera, hanno rappresentato l'Italia in discipline legate all'acqua.

#### Chiesetta della Santissima Trinità
Sempre a Garzola Inferiore, poco più a monte del Santuario si trova la chiesetta della Santissima Trinità, risalente al 1670. La chiesetta, che già nel 1904 era alle dipendenze della chiesa di Sant'Agata in Como, il 29 gennaio 1947 fu elevata al rango di parrocchiale. La parrocchia fu retta da Don Maurizio Salvioni fino al 1º giugno 2018, quando la stessa venne fusa con le parrocchie di Sant’Agata e di Sant’Orsola, così da formare una singola unità pastorale guidata da don Daniele Maola, coadiuvato dal vicario don Davide Pozzi e dai collaboratori don Fausto Sangiani e don Maurizio Mosconi.

### Altre architetture
- A Garzola Superiore: eremo di san Donato.
- A Garzola Superiore: ex-oratorio dell'Immacolata, già attestato durante la visita del vescovo Giambattista Mugiasca nei borghi di Como, nel 1766[6].

### Altro
- Sass de la Pivascia, masso erratico situato in cima a un erto sentiero che collega via Bertacchi alla Salita San Donato, lungo la quale si trovano analoghi monoliti.[11]